# Pandore
Pour les articles homonymes, voir Pandore (homonymie).
Dans la mythologie grecque, Pandore ou Pandora (en grec ancien Πανδώρα / Pandốra) est la première femme humaine, façonnée dans l'argile par Héphaïstos et animée par la déesse Athéna. Elle est associée à la légende de la « boîte de Pandore » — en fait, une jarre.
Pandore est parfois appelée Anésidora (en grec ancien Ἀνησιδώρα / Anêsidốra), « celle qui fait sortir les présents des profondeurs ».

## Anthroponymie
Pandore (en grec ancien Πανδώρα / Pandốra) signifie « ornée de tous les dons » ou « celle qui donne tout ».

## Mythe
Hésiode fournit dans Les Travaux et les Jours la plus ancienne et la plus complète version connue du mythe de Pandore. Il raconte au début de son œuvre que Pandore fut créée sur l'ordre de Zeus qui voulait se venger des hommes pour le vol du feu par Prométhée. Elle fut ainsi fabriquée dans de l'argile et de l'eau par Héphaïstos ; Athéna lui donna ensuite la vie, lui apprit l'habileté manuelle (entre autres l'art du tissage) et l'habilla ; Aphrodite lui donna la beauté ; Apollon lui donna le talent musical ; Hermès lui apprit le mensonge et l'art de la persuasion et lui donna la curiosité ; enfin Héra lui donna la jalousie.

« Il dit et éclate de rire, le père des dieux et des hommes ; et il commande à l'illustre Héphaïstos de tremper d'eau un peu de terre sans tarder, d'y mettre la voix et les forces d'un être humain et d'en former, à l'image des déesses immortelles, un beau corps aimable de vierge ; Athéné lui apprendra ses travaux, le métier qui tisse mille couleurs ; Aphrodite d'or sur son front répandra la grâce, le douloureux désir, les soucis qui brisent les membres, tandis qu'un esprit impudent, un cœur artificieux seront, sur l'ordre de Zeus, mis en elle par Hermès, le Messager, tueur d'Argos. Il dit, et tous obéissent au seigneur Zeus, fils de Cronos. En hâte, l'illustre Boiteux modèle dans la terre la forme d'une chaste vierge, selon le vouloir du Cronide. La déesse aux yeux pers, Athéné, la pare et lui noue sa ceinture. Autour de son cou, les Grâces divines (et) l'auguste Persuasion mettent des colliers d'or ; tout autour d'elle les Heures aux beaux cheveux disposent en guirlandes des fleurs printanières. Pallas Athéné ajuste sur son corps toute sa parure. Et, dans son sein, le Messager, tueur d'Argos, crée mensonges, mots trompeurs, cœur artificieux, ainsi que le veut Zeus aux lourds grondements. Puis, héraut des dieux, il met en elle la parole et à cette femme il donne le nom de « Pandore », parce que ce sont tous (pan en grec) les habitants de l'Olympe qui, avec ce présent (dôron en grec), font présent du malheur aux hommes qui mangent le pain. »

— Hésiode, Les Travaux et les Jours, v.59-82, trad. Paul Mazon

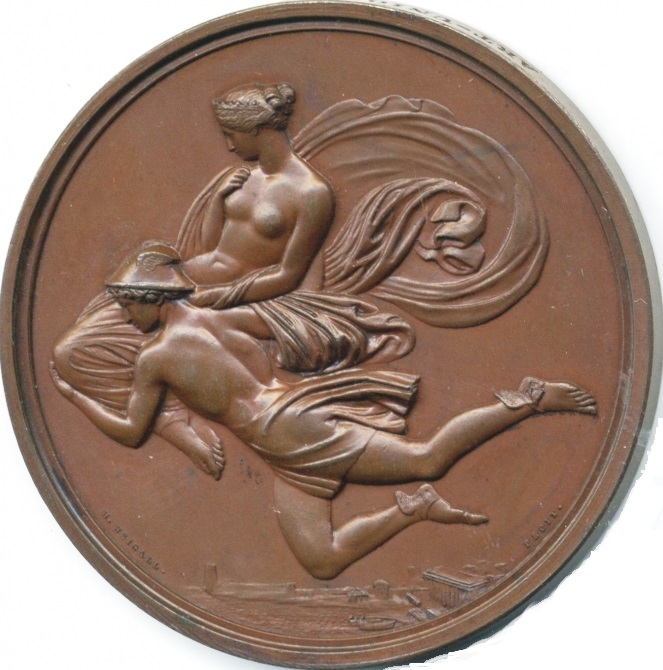
Hermès transportant Pandore depuis le mont Olympe, une médaille basée sur un dessin de John Flaxman.

Zeus offrit la main de Pandore à Épiméthée, frère de Prométhée. Bien qu'il eût promis à Prométhée de refuser les cadeaux venant de Zeus, Épiméthée accepta Pandore. Pandore apporta dans ses bagages une boîte mystérieuse que Zeus lui interdit d'ouvrir. Celle-ci contenait tous les maux de l'humanité, notamment la Vieillesse, la Maladie, la Guerre, la Famine, la Misère, la Folie, le Vice, la Tromperie, la Passion, l'Orgueil ainsi que l'Espérance.

« Après avoir achevé cette attrayante et pernicieuse merveille, Zeus ordonna à l'illustre meurtrier d'Argos, au rapide messager des dieux, de la conduire vers Épiméthée. Épiméthée ne se rappela point que Prométhée lui avait recommandé de ne rien recevoir de Zeus, roi d'Olympe, mais de lui renvoyer tous ses dons de peur qu'ils ne devinssent un fléau terrible aux mortels. Il accepta le présent fatal et reconnut bientôt son imprudence. »

— Hésiode, Les Travaux et les Jours, v. 83-90.
Une fois installée comme épouse, Pandore céda à la curiosité qu'Hermès lui avait donnée et ouvrit la boîte, libérant ainsi les maux qui y étaient contenus. Elle voulut refermer la boîte pour les retenir ; hélas, il était trop tard. Seule l'Espérance, plus lente à réagir, y resta enfermée.

« Bien sûr on raconte que jadis, vivaient sur terre des clans [φῦλ᾽] isolés de tout commerce humain, et donc à l'écart des épidémies, de l'oppression et des jalousies, qui portent désastre aux hommes. Or la femme [γυνὴ], qui a main haute sur le grenier-à-jares [πίθου], en répand effrontément l'important breuvage [μέγα πῶμ᾽] comme une rumeur, à l'étranger [jeu verbal: en cérémonies d’alliances]. Du coup l'homme assoiffé [litt: en manque] anticipe de fâcheux commerces [jeu verbal: prévoit de mornes obsèques]. Un seul espoir [ἐλπὶς] demeure: une jare à vin [πῶμα πίθοιο] cachée au fond de sa cave, intacte par la grâce de Zeus [Διὸς]. Assez pour s'y mouiller les lèvres; non pour fuir les soucis [jeu verbal: pas pour quitter le nid ]. »

— Hésiode, Les Œuvres Opportunes, v. 90-98, trad. Steve Girard.

## Interprétations anciennes
L’Iliade, aux vers 527 et suivants du chant XXIV, utilise ce terme : dans la maison de Zeus, il y avait deux jarres, l'une enfermant les biens, l'autre les maux.

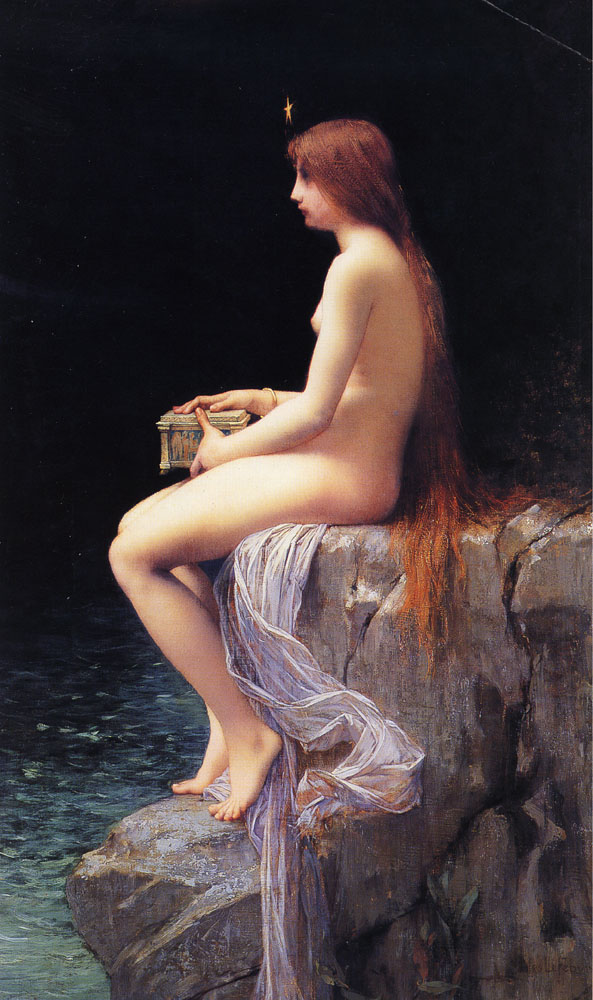
Pandore, par Jules Joseph Lefebvre, 1882, collection privée.

La Théogonie d'Hésiode évoque la figure de Pandore, sans pourtant en citer explicitement le nom, mais le rapprochement avec Épiméthée et Prométhée permet une assimilation très claire, renforcée par les similitudes narratives.

« Puis, dès qu'il eut forgé un beau mal en contrepartie d'un bien, il la mena au jour, à l'endroit même où se trouvaient les autres dieux et les humains, fière de la parure qui provenait de la déesse aux yeux pers et au père robuste. L'émerveillement tenait les dieux immortels et les humains mortels, à la vue du piège escarpé, impossible à déjouer pour des humains. C'est en effet de celle-ci que vient la gent très féminine des femmes, oui, c'est d'elle que viennent la gent pernicieuse et les tribus de femmes. Grand Fléau pour les mortels, elles habitent parmi les hommes, en compagnie non de la funeste pauvreté, mais de la satiété [...] Exactement ainsi, c'est un mal pour les hommes mortels que les femmes présentées par Zeus qui tonne du haut du ciel, car elles se partagent les actions néfastes. Et il dispensa un autre mal en contrepartie d'un bien : celui qui, fuyant le mariage et les actes pénibles des femmes, ne consent pas à se marier, parvient à la vieillesse funeste privé d’aide pour ses vieux jours ; certes, c'est sans manquer de ressources qu'il vit, mais lorsqu'il périt, sa vie se trouve dispersée* par des collatéraux. Inversement, celui pour qui se produit le sort du mariage et qui a obtenu une épouse dévouée adaptée à sa sensibilité, lui, le long de son existence, le mal contrebalance son bonheur constamment [...] »

— Hésiode, Théogonie, v. 585-610, trad. Aude Priya Wacziarg Engel.
Dans Les Travaux et les Jours, Hésiode décrit Pandore comme un « si beau mal » (καλὸν κακὸν / kalòn kakòn). Pour le nom « Pandore », il peut y avoir plusieurs significations : « celle qui a tous les dons » ou « celle qui est le don de tous les dieux ». Les Travaux et les Jours fournit une interprétation qui semble confirmer la deuxième hypothèse :

« Ce héraut des dieux lui donna un nom et l'appela Pandore, parce que chacun des habitants de l'Olympe lui avait fait un présent pour la rendre funeste aux hommes industrieux. »

— Hésiode, Les Travaux et les Jours.
La raison de la présence de l'Espérance parmi les maux est à chercher dans une meilleure traduction du texte grec. Le terme exact est ἐλπίς / elpís, qui se définit comme l'« attente de quelque chose » ; on l'a sûrement traduit à tort par « espoir ». Une meilleure traduction aurait été « appréhension », voire, « crainte irraisonnée ». Selon cette définition, grâce à la fermeture opportune de la jarre par Pandore, l'humanité ne souffrira que des maux, et non pas de l'attente de ces maux, qui est probablement le pire de tous.
Selon les Histoires incroyables de Palaiphatos, Pandore était une femme grecque très riche. Quand elle sortait, elle se maquillait avec des cosmétiques tirés de la terre, se donnant une grande beauté ; elle découvrit que beaucoup de terre pouvait donner de la couleur et pouvait servir de maquillage.

## Études modernes
Pandore est parfois appelée Anésidora (en grec ancien Ἀνησιδώρα / Anêsidốra, « celle qui fait sortir les présents des profondeurs »— c’est-à-dire « la Déesse de la terre qui préside à la fécondité ». Selon Jean-Pierre Vernant, elle est ainsi « le nom d'une divinité de la terre et de la fécondité. Comme son doublet Anesidora, elle est représentée, dans les figurations, émergeant du sol, suivant le thème de l'anodos d'une puissance chthonienne et agraire ». Pandore qui fait le malheur de l'humanité en soulevant le couvercle de la jarre dans laquelle étaient enfermés les maux repose sur une conception traditionnelle pour qui la femme est l'homologue de la terre, l'une et l'autre ayant deux faces opposées : « Pour la race de fer, la terre et la femme sont en même temps principes de fécondité et puissances de destruction ; elles épuisent l'énergie du mâle, dilapident ses efforts, le « desséchant sans torche, si vigoureux qu'il soit » (Travaux, 705), le livrant à la vieillesse et à la mort, en « engrangeant dans leur ventre le fruit de ses peines » (Théogonie, 599). »,
Georges Charachidzé a mis en évidence que plusieurs éléments du mythe de Prométhée ont été empruntés aux légendes géorgiennes. Ces contacts avec le Caucase sont également à la base du mythe de Pandore, fondé sur l'idée reprise par Hésiode que la femme est à l'origine des maux de l'homme. Néanmoins, sa création comme celle du premier homme à partir de la terre glaise est d'origine mésopotamienne,.

## Développements ultérieurs

### Littérature
- 1566-1583 : dans le recueil de nouvelles Histoires Tragiques de François de Belleforest, Pandore est une femme adultère et une infanticide.
- 2006-2011 : dans le manga Saint Seiya: The Lost Canvas de Shiori Teshigori, Pandore est l'assistante d'Hadès alors aux prises avec les chevaliers d'Athéna[19].

### Cinéma
- 1951 : dans le film Pandora and the Flying Dutchman (réalisateur : Albert Lewin ; avec James Mason, Ava Gardner, Nigel Patrick, Sheila Sim).

### Jeux vidéo

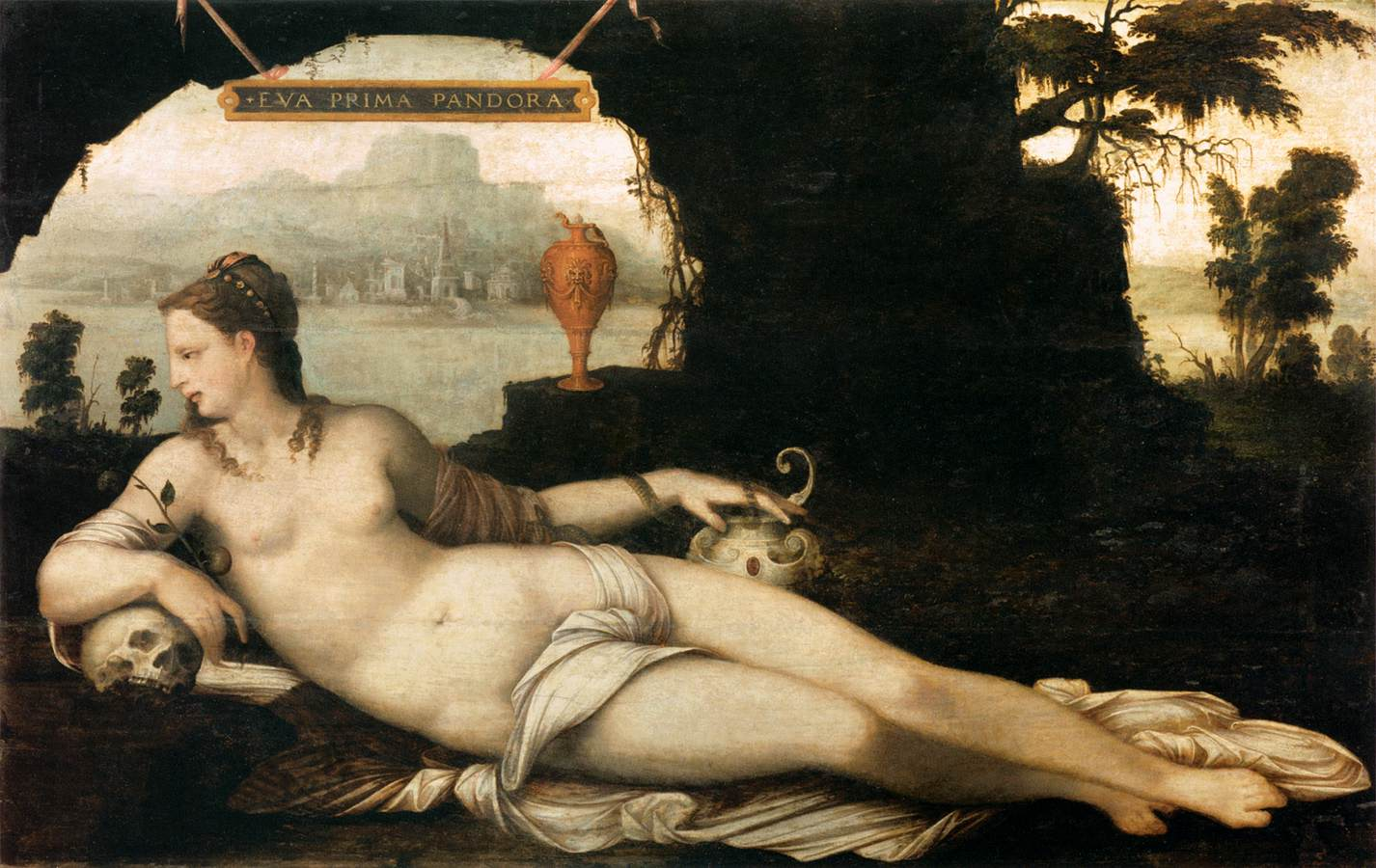
Eva prima Pandora, Jean Cousin l'Ancien, entre 1549 et 1560, Musée du Louvre.
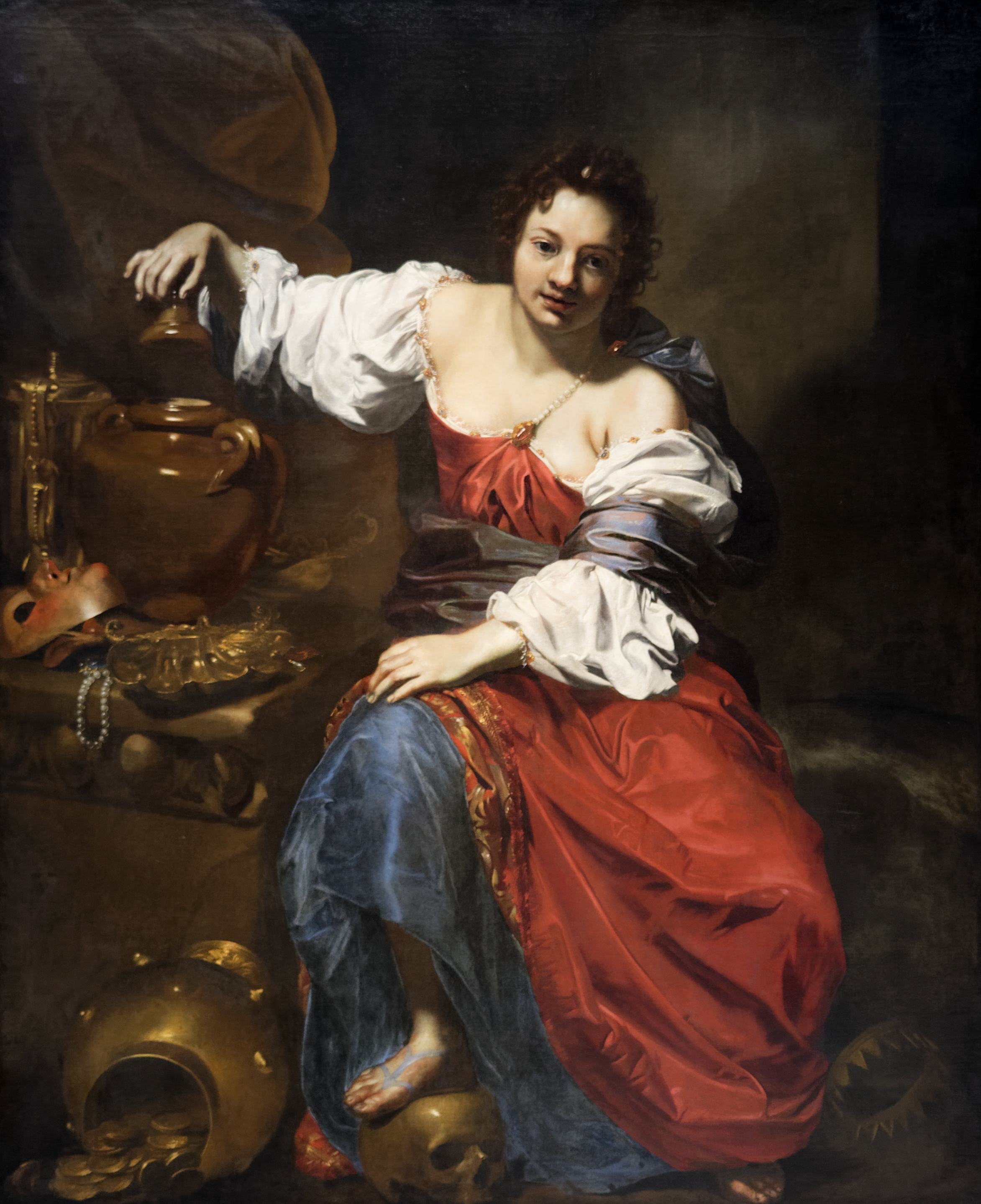
Allégorie de la Vanité (Pandore), Nicolas Régnier, 1620, Staatsgalerie Stuttgart.
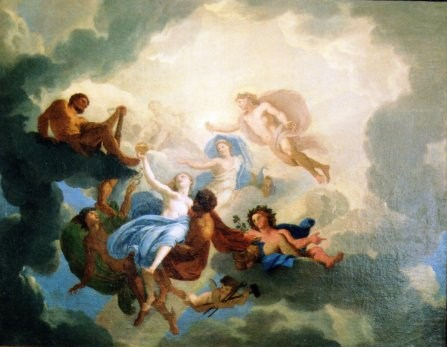
Pandore menée parmi les dieux, Charles Le Brun, 1658, Musée départemental Georges-de-La-Tour.
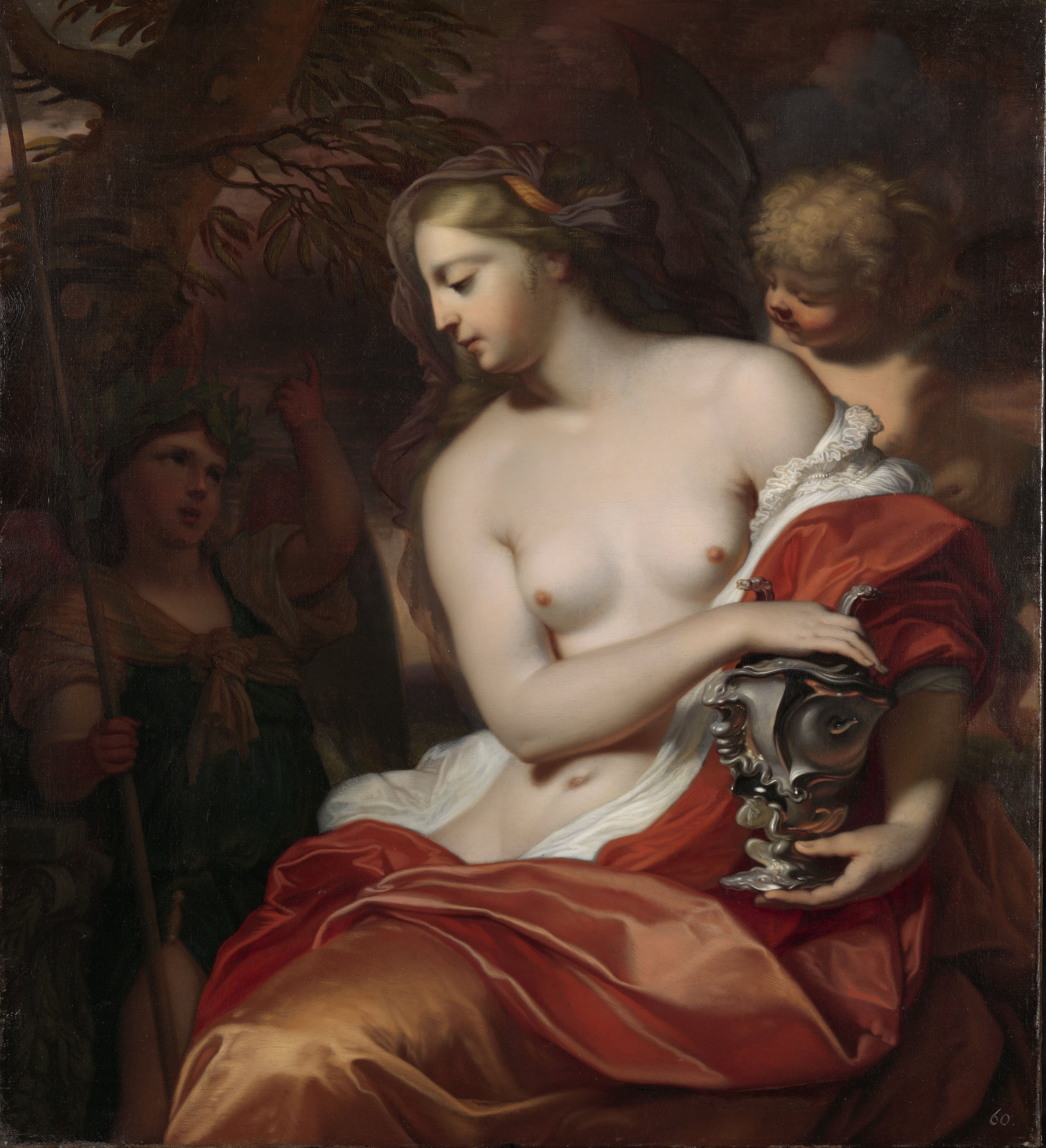
Pandore, Barend Graat, 1676, Rijksmuseum.
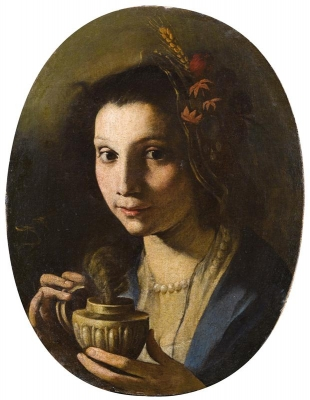
Pandore, Pietro Paolini, 1681.
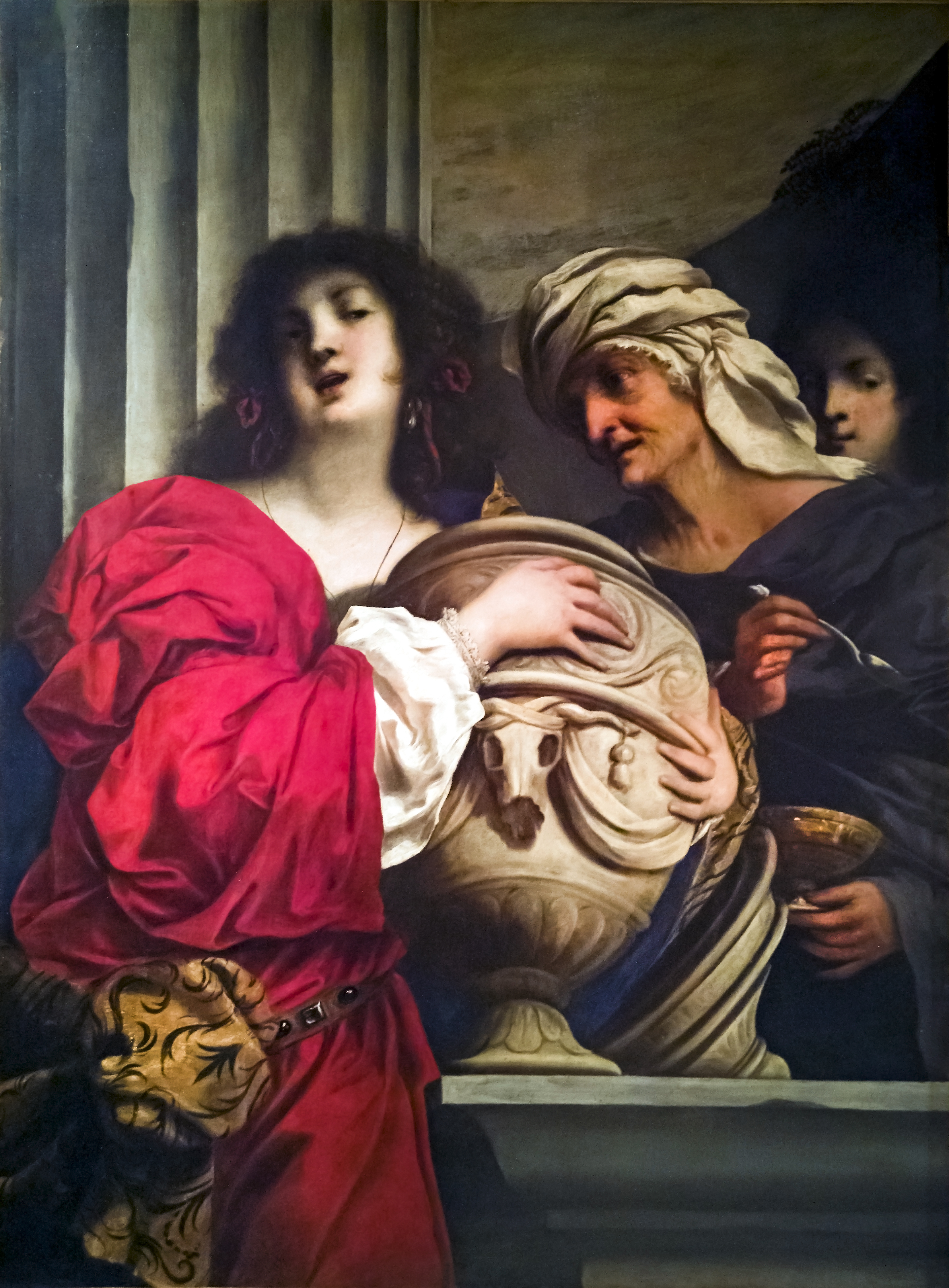
La boite de Pandore, Pietro della Vecchia, 17e siècle, Pinacothèque Egidio-Martini.
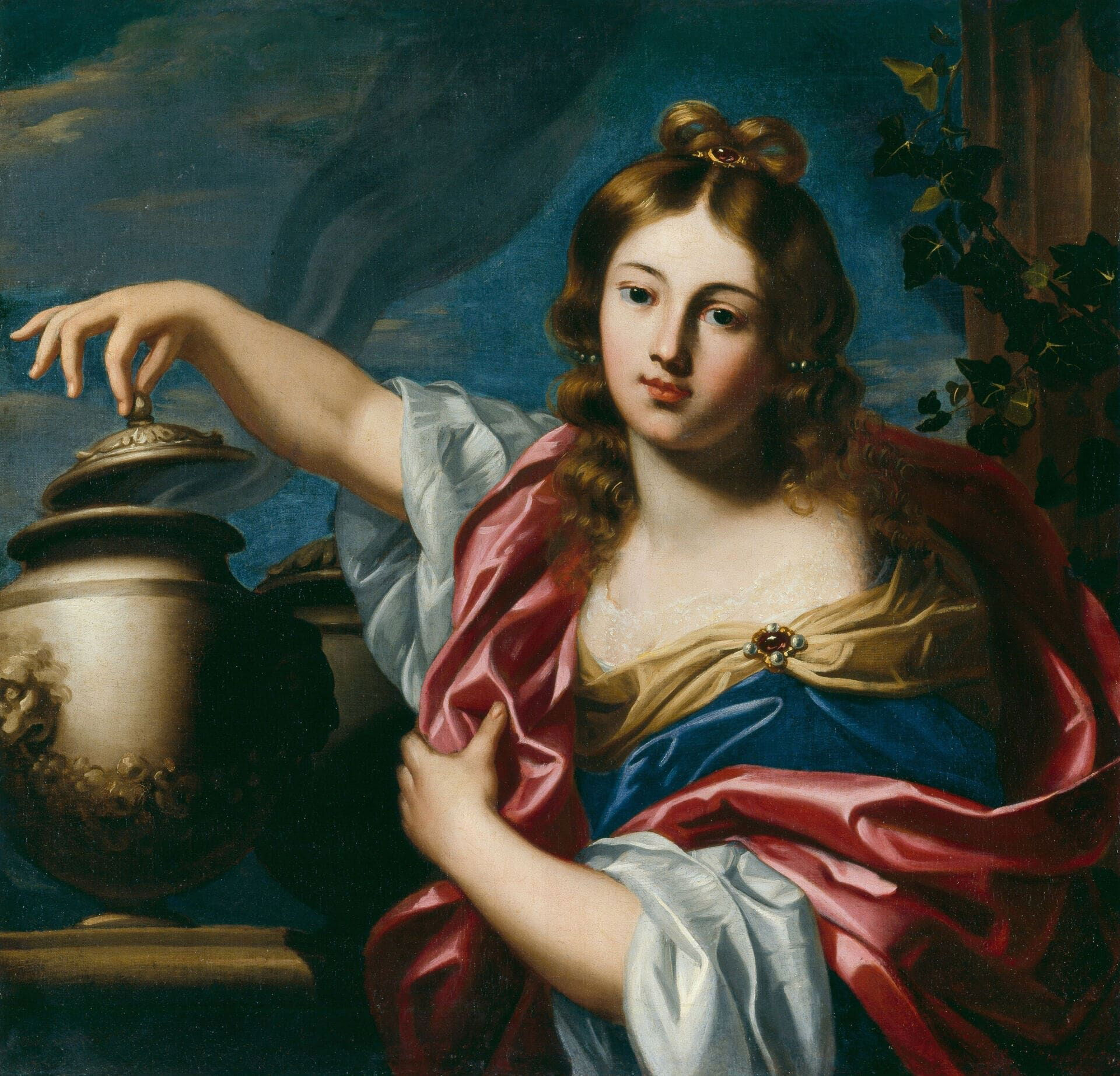
Pandore soulevant le couvercle du ‘pithos’, Nicolas Régnier, 17e siècle, Ca' Rezzonico.
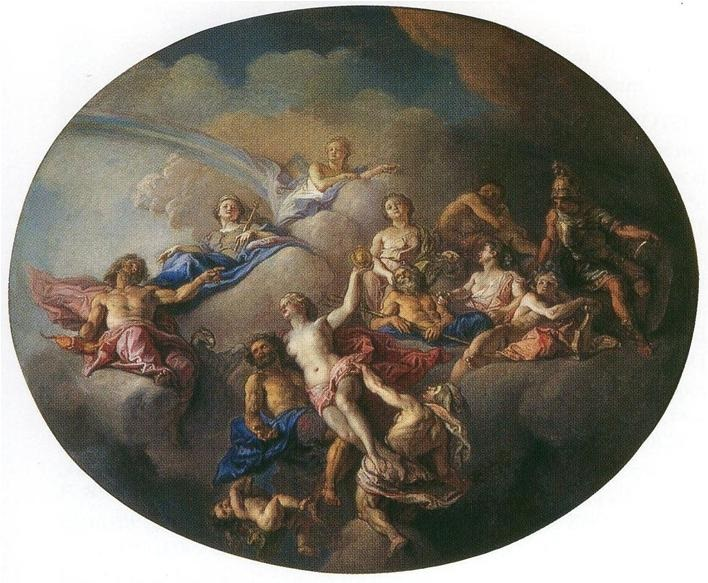
Le triomphe de Pandore, Charles de La Fosse, entre 1679 et 1715, collection particulière.
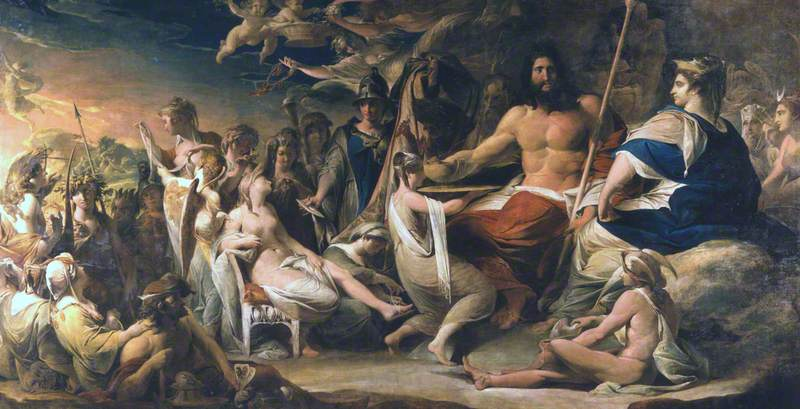
La Naissance de Pandore, James Barry, 1770, Manchester Art Gallery.
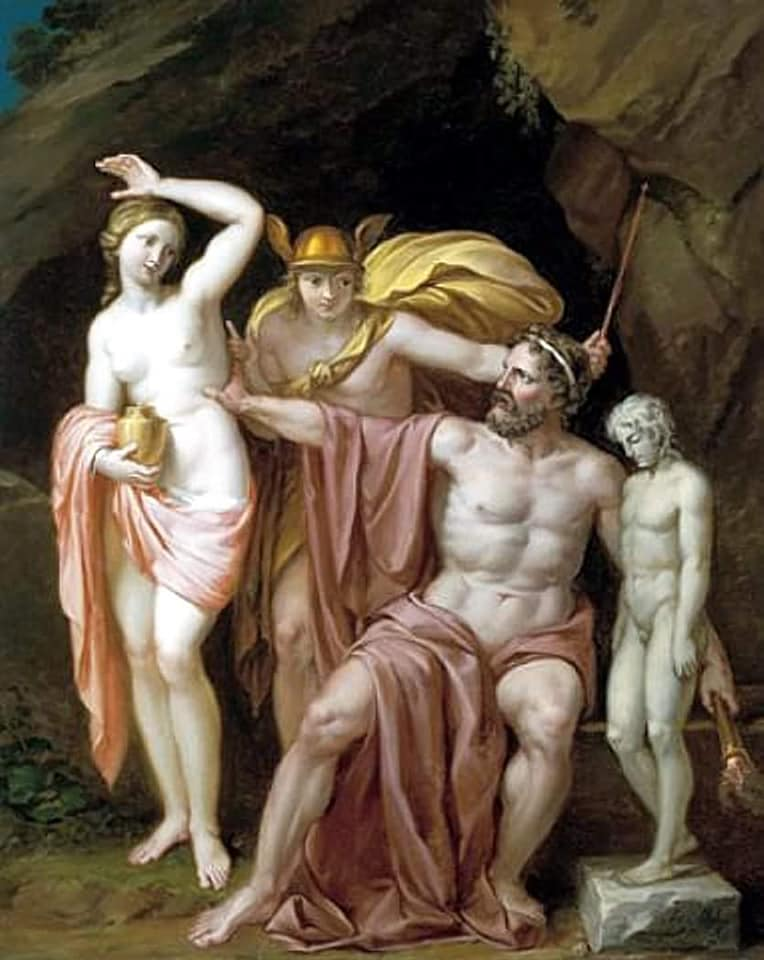
Prométhée, Mercure et Pandore, Josef Abel, 1814, Dorotheum.
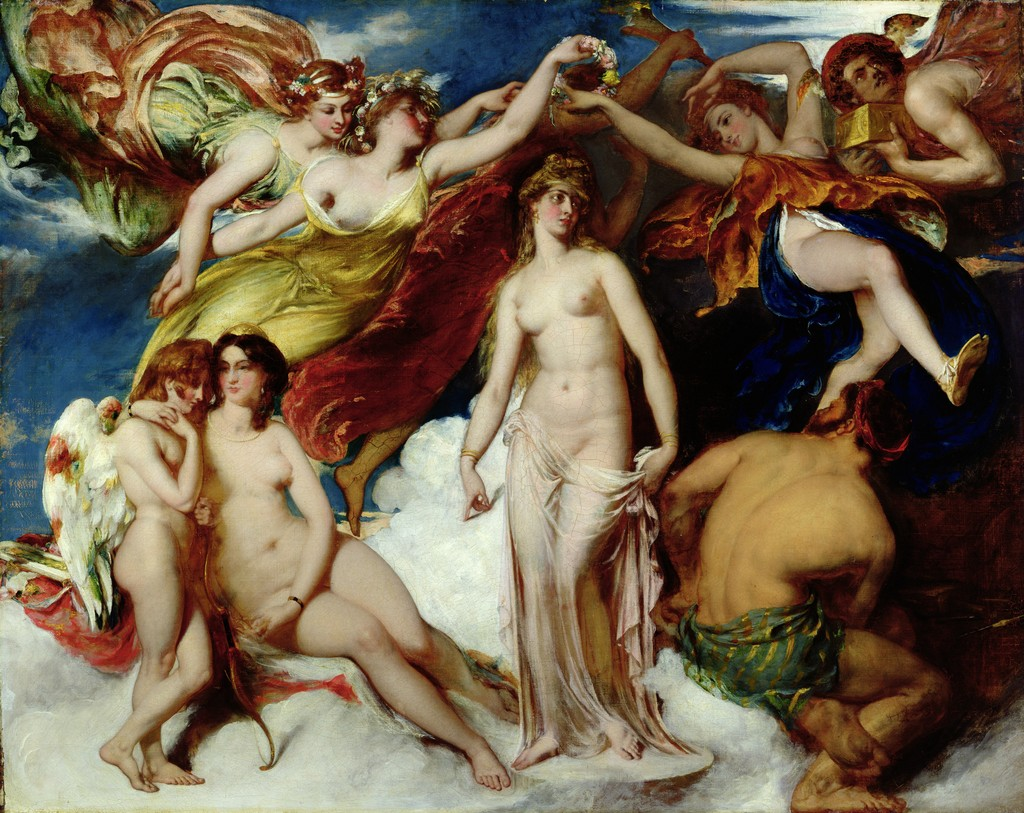
Pandore couronnée par les Saisons, William Etty, 1824, Leeds Art Gallery.
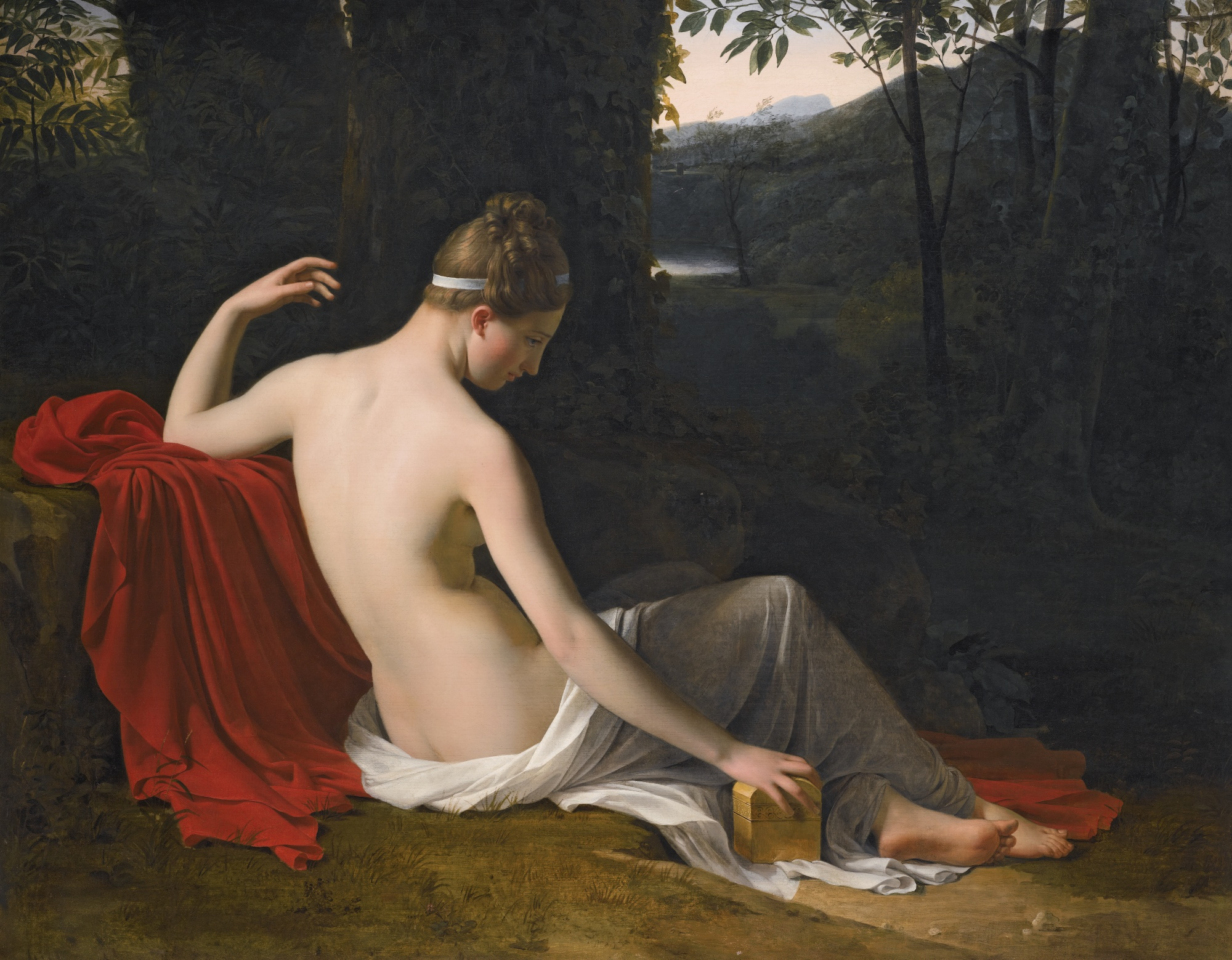
Pandore allongée dans un paysage boisé, attribué à Louis Hersent (1777–1860), collection particulière.
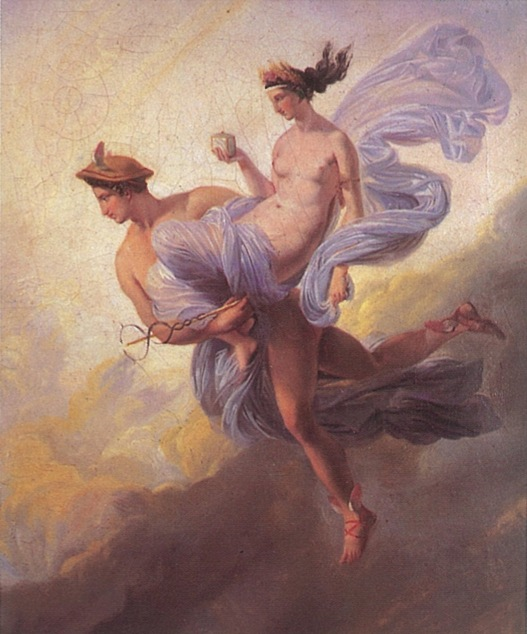
Pandore emportée par Mercure, Jean Alaux (1786-1864).
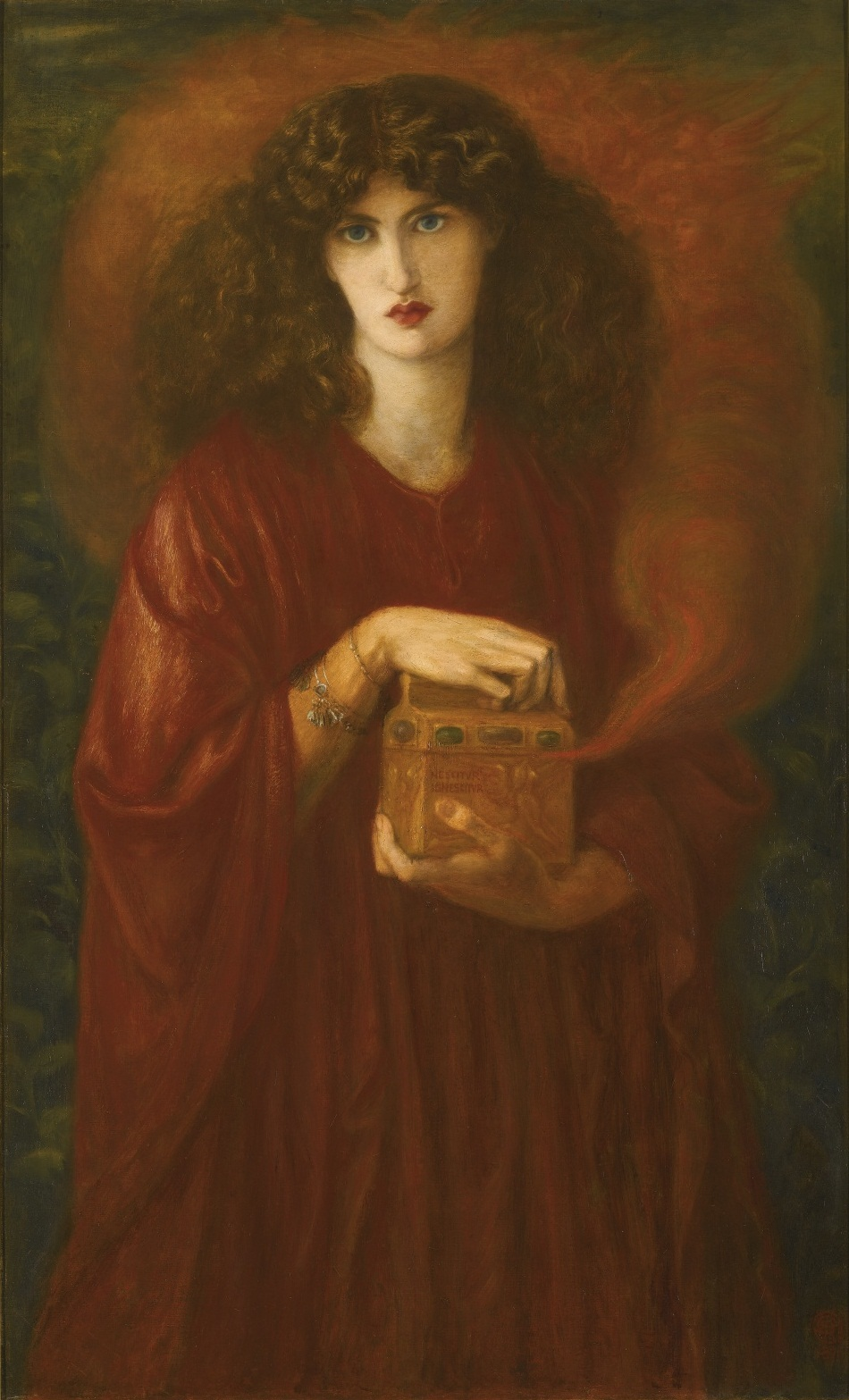
Pandore, Dante Gabriel Rossetti, 1871, collection particulière.
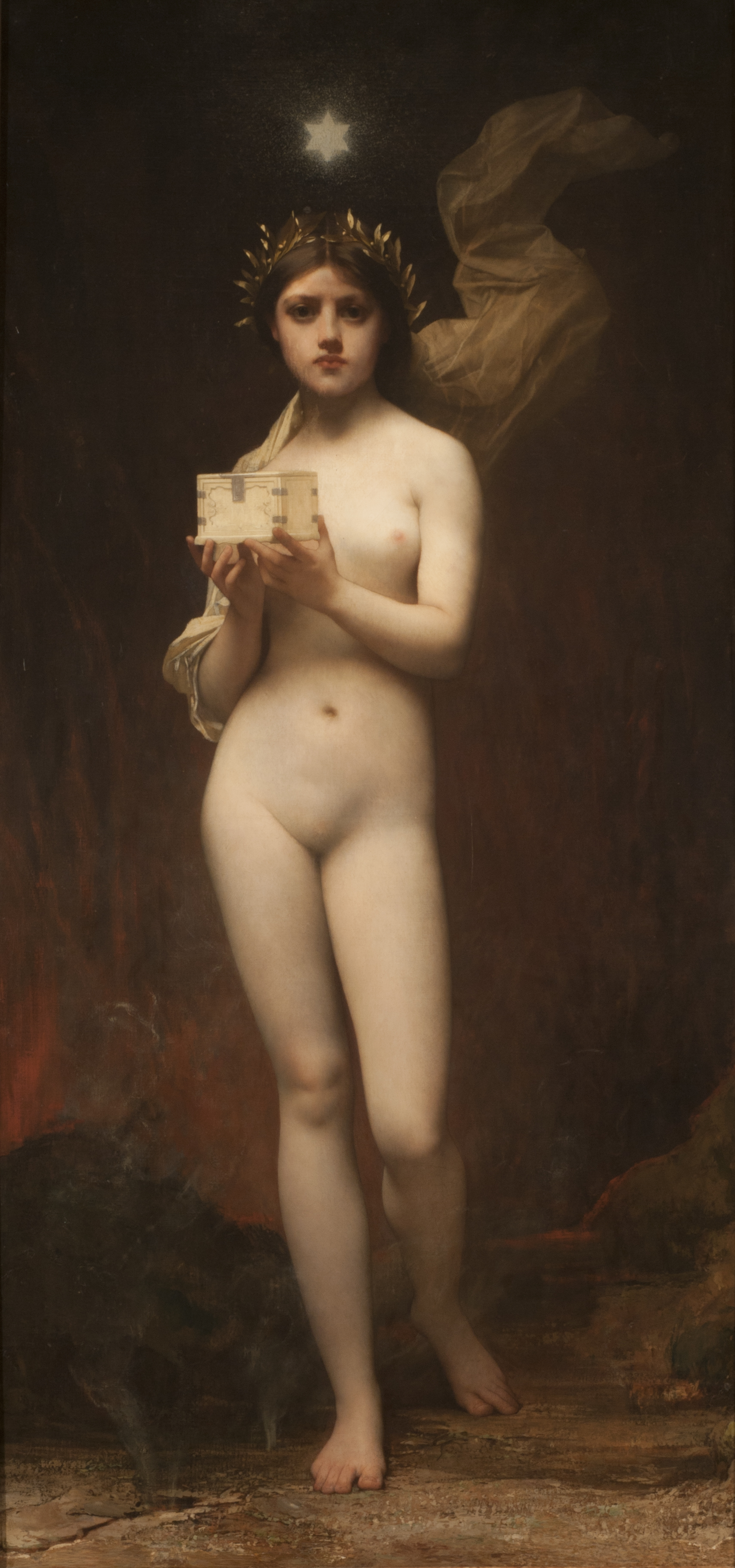
Pandore, Jules Lefebvre, 1872, Musée national des Beaux-Arts (Argentine).
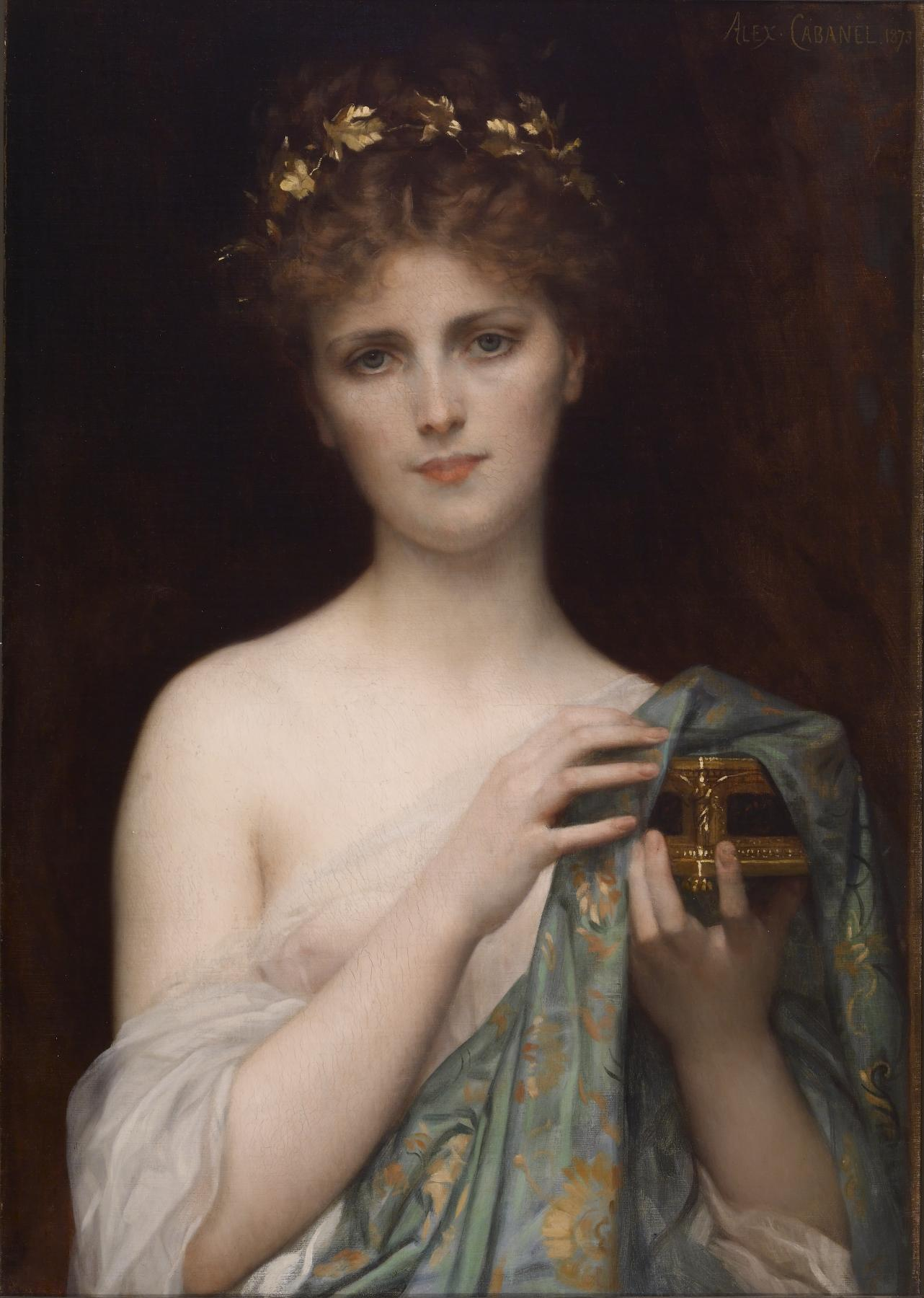
Pandore, Alexandre Cabanel, 1873, Walters Art Museum.
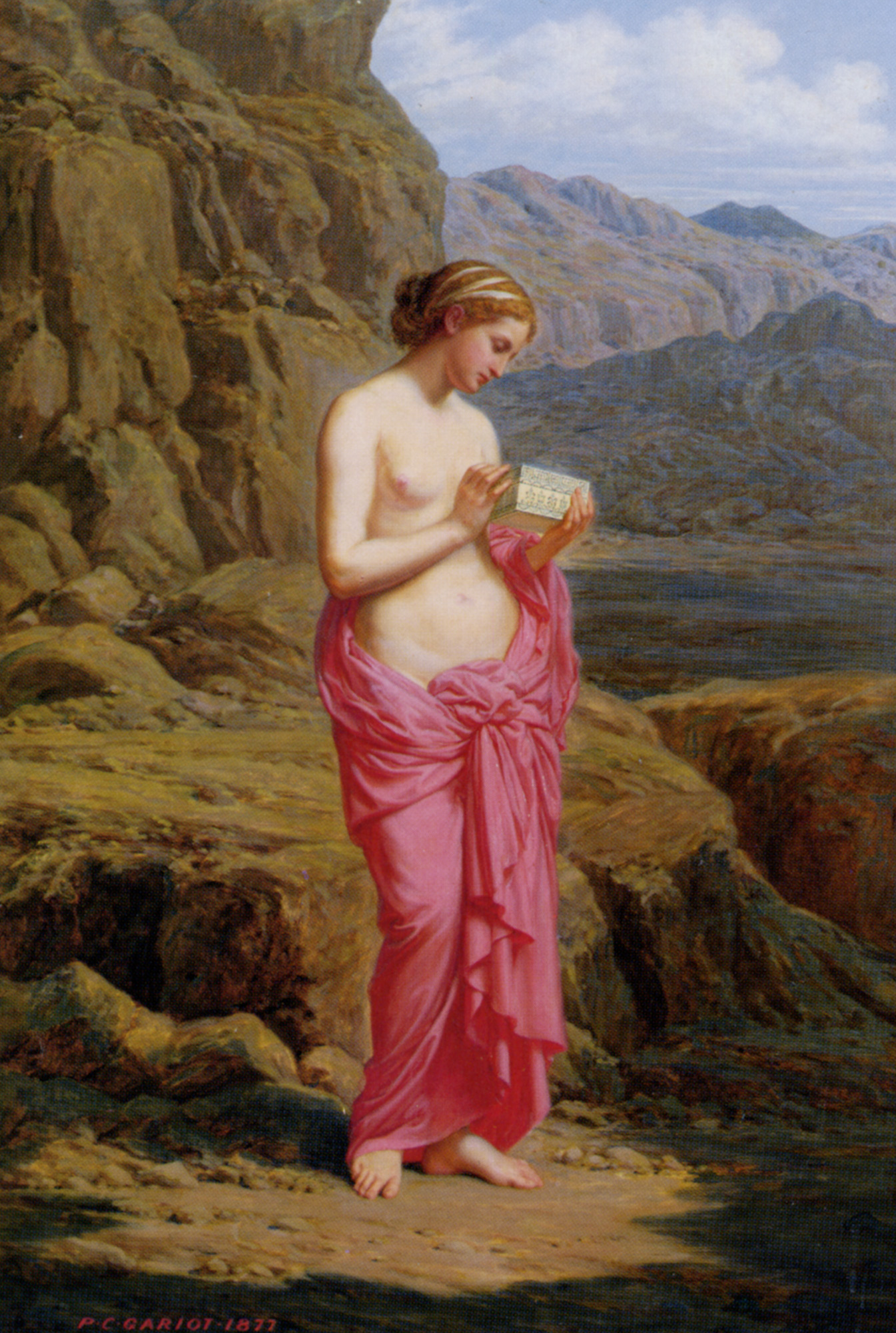
La boite de Pandore, Paul-César Gariot, 1877, collection particulière.
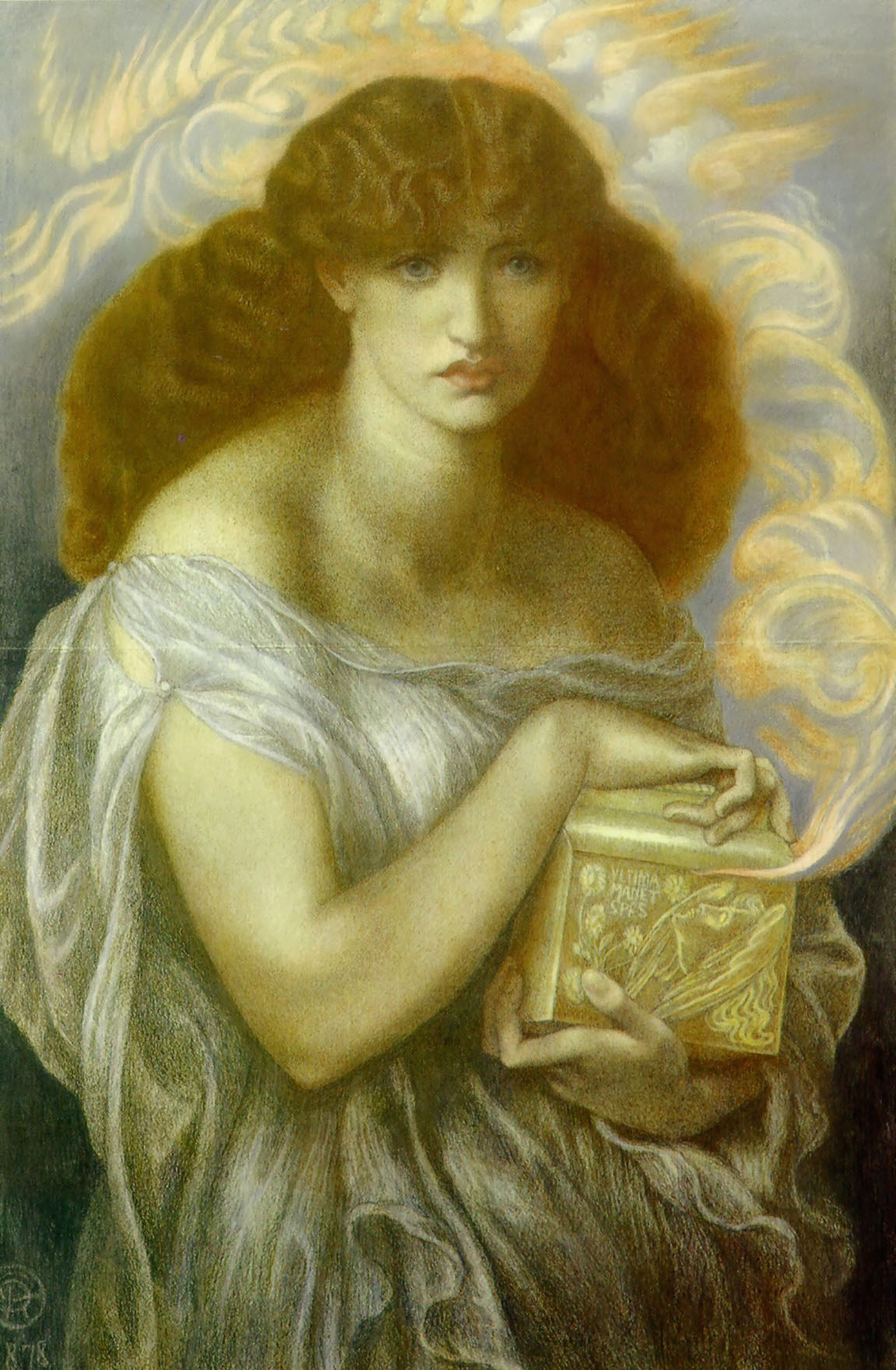
Pandore, Dante Gabriel Rossetti, 1878, Lady Lever Art Gallery.
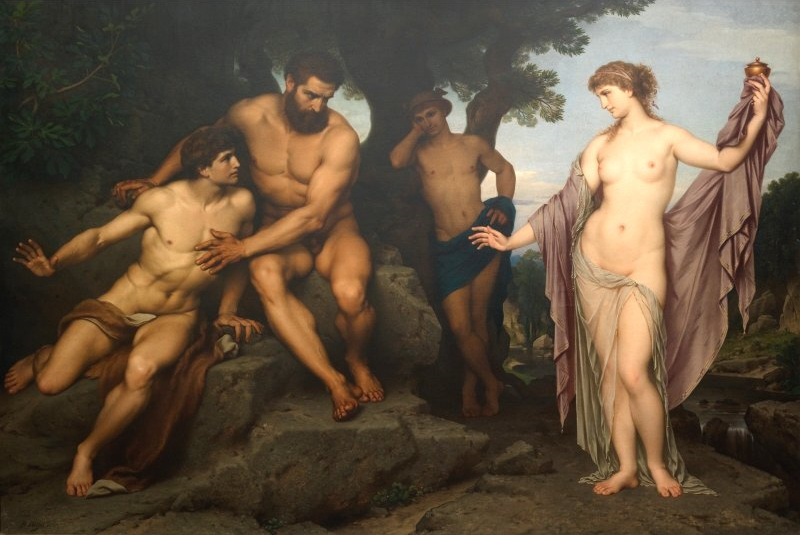
Prométhée et Épiméthée devant Pandore, Hermann Julius Schlösser, 1878, Alte Nationalgalerie.
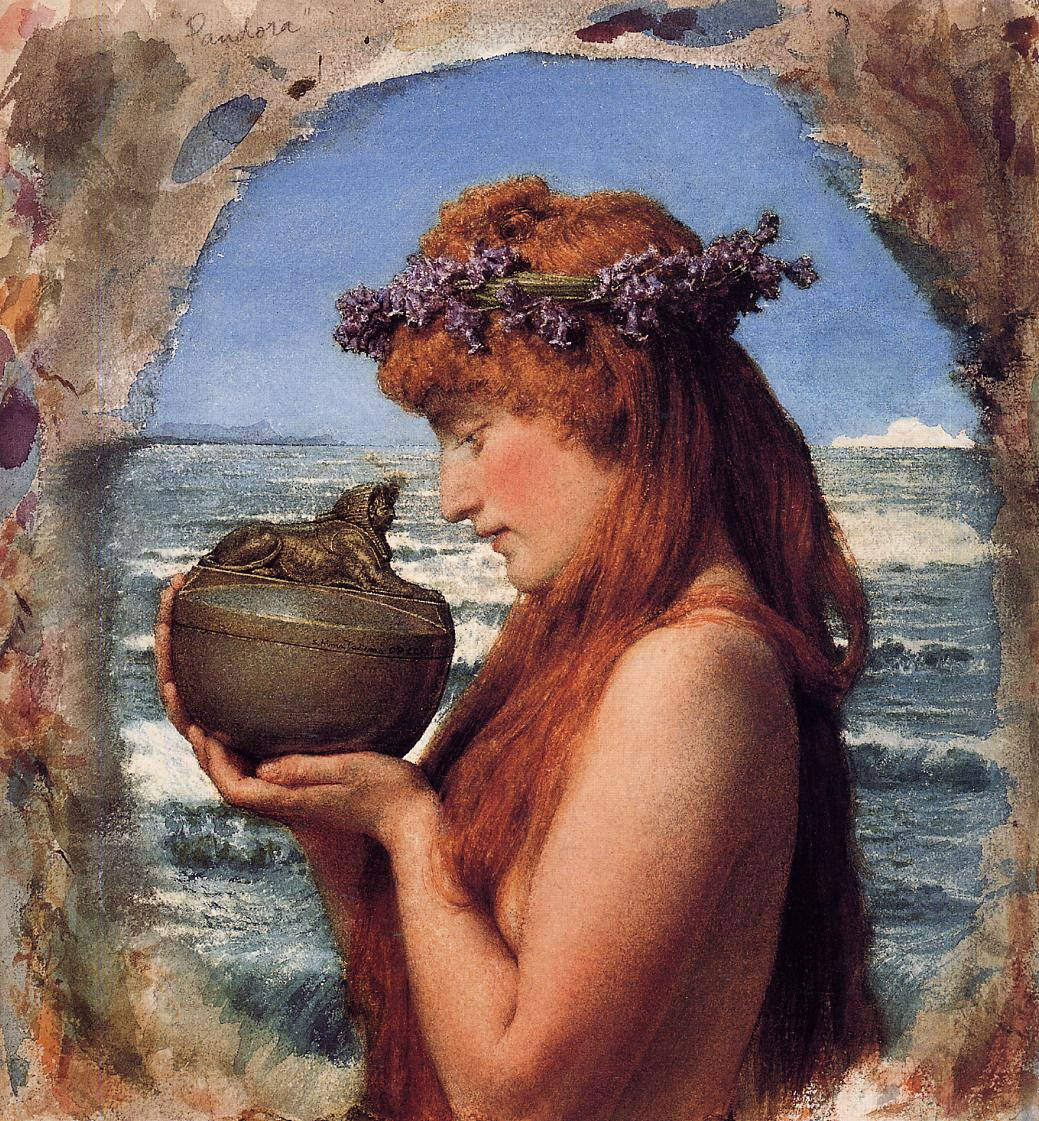
Pandore, Lawrence Alma-Tadema, 1881, Collection particulière.
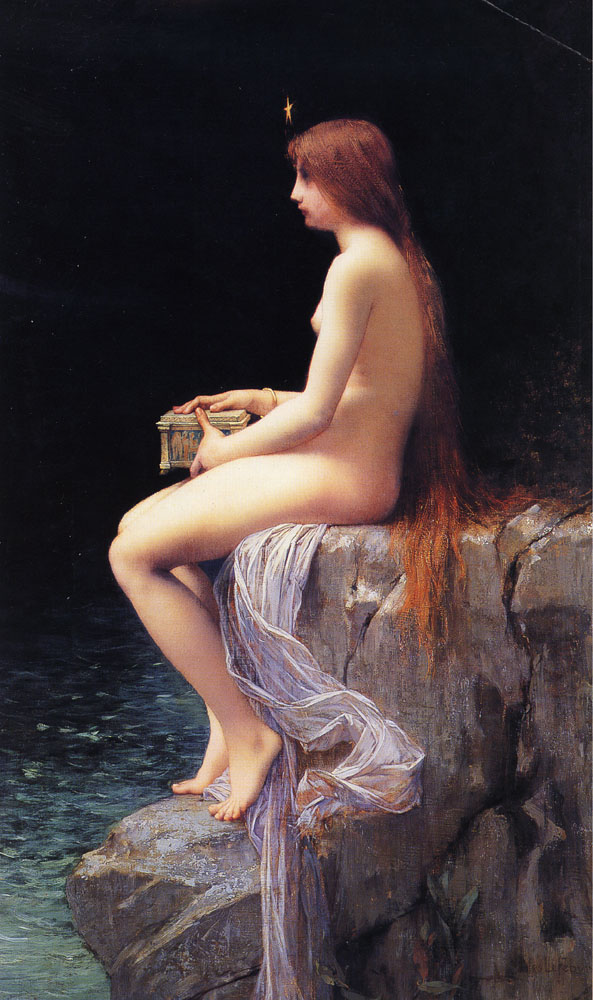
Pandore, Jules Joseph Lefebvre, 1882, collection particulière.
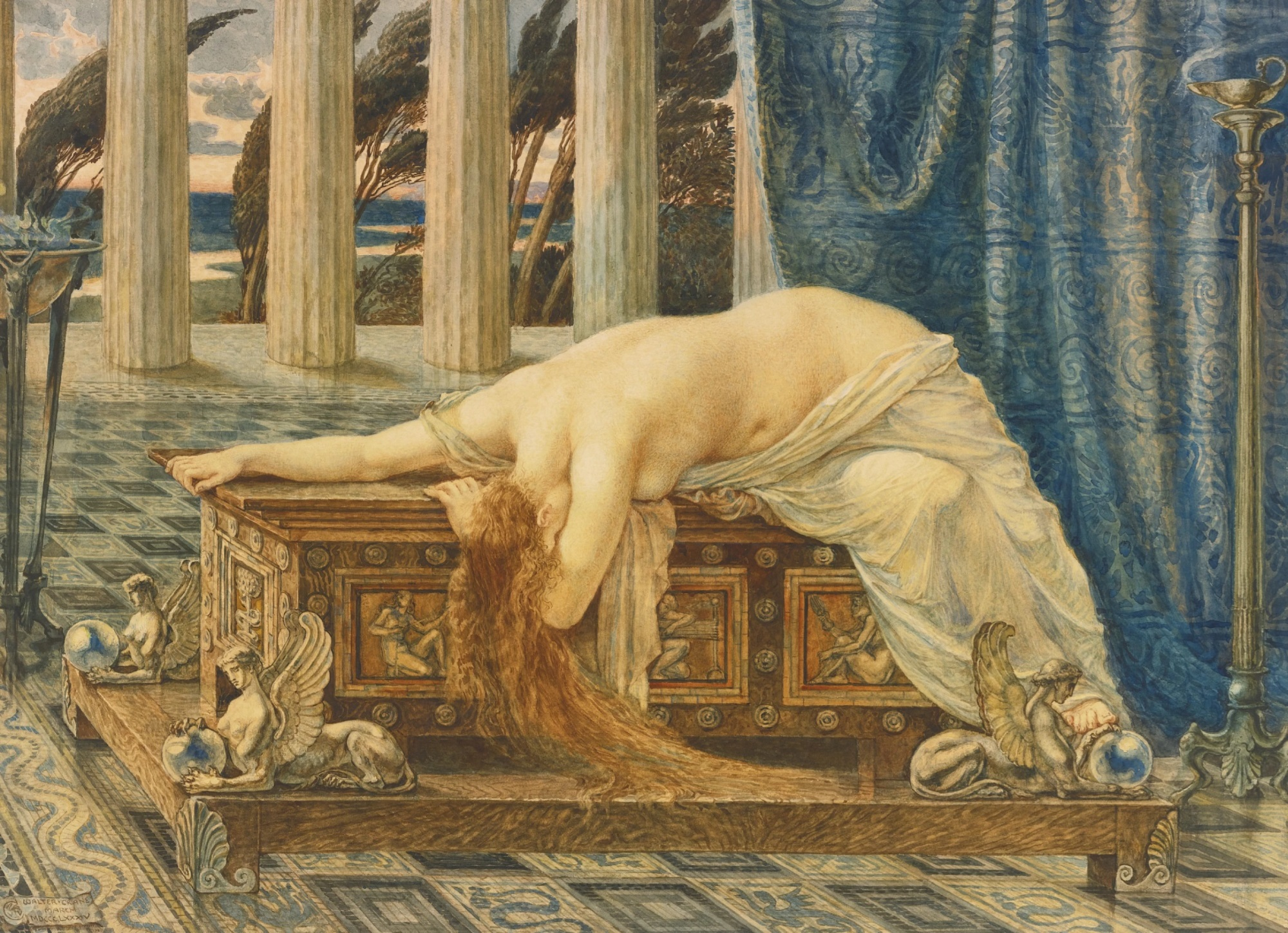
Pandore, Walter Crane, 1885
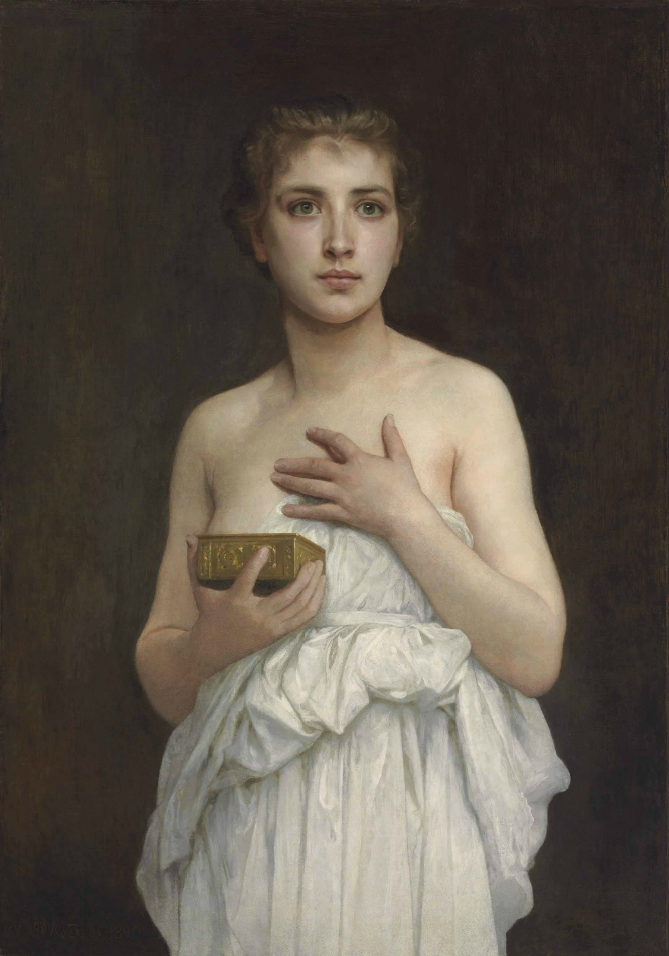
Pandore, William Bouguereau, 1890, collection particulière.
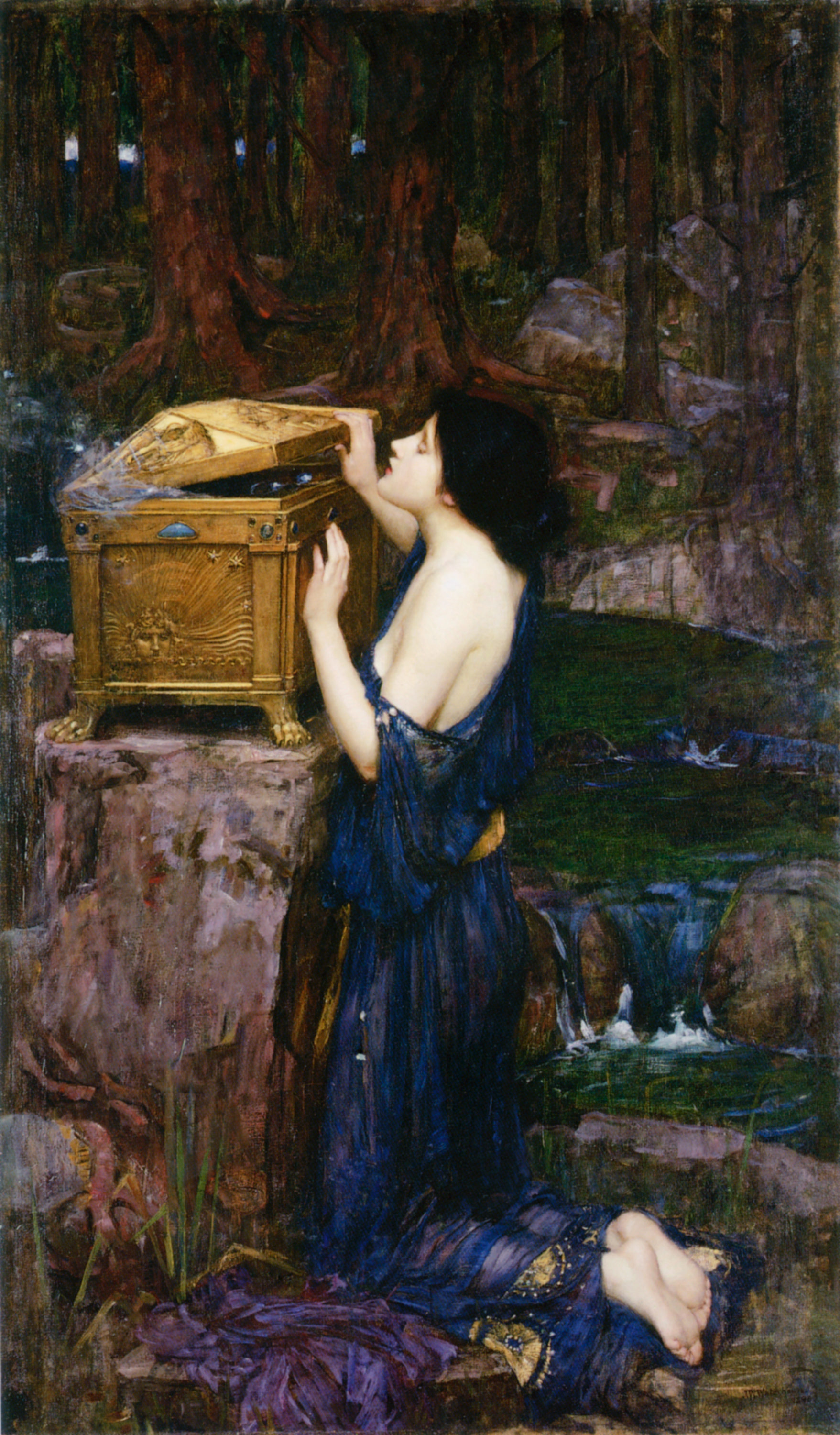
Pandore, John William Waterhouse, 1896, collection particulière.
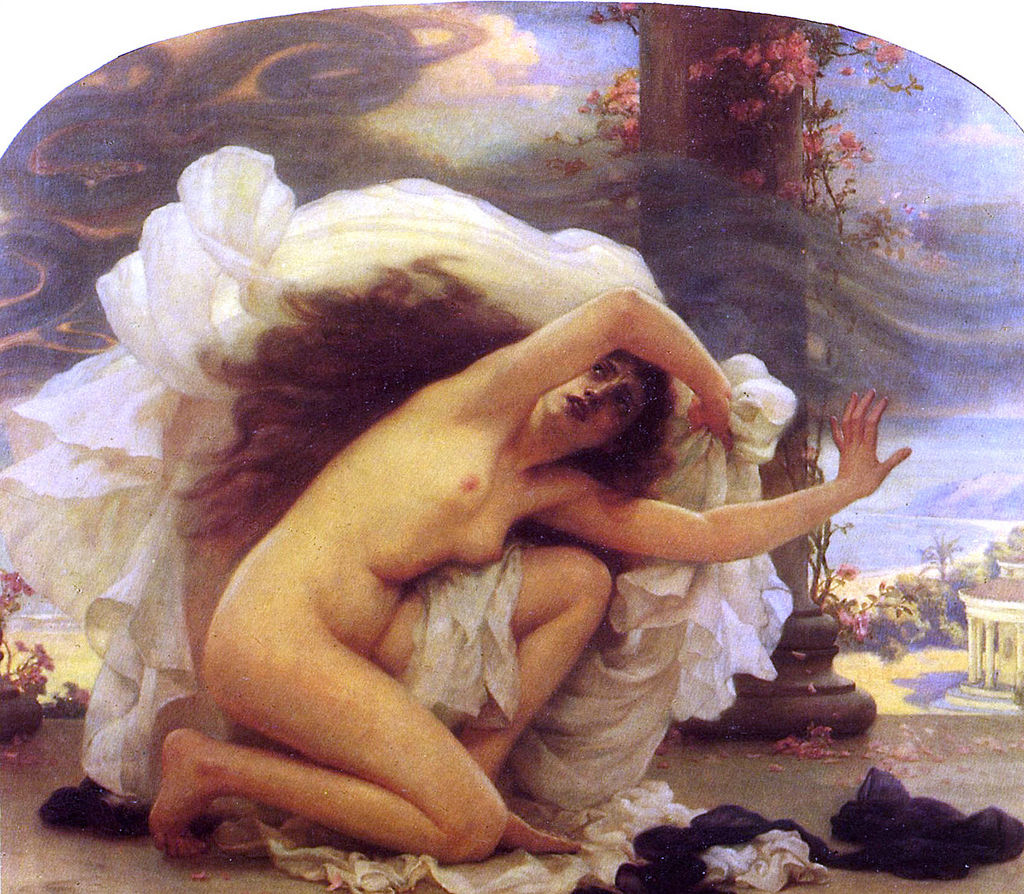
Pandore, Ernest Normand, 1899.
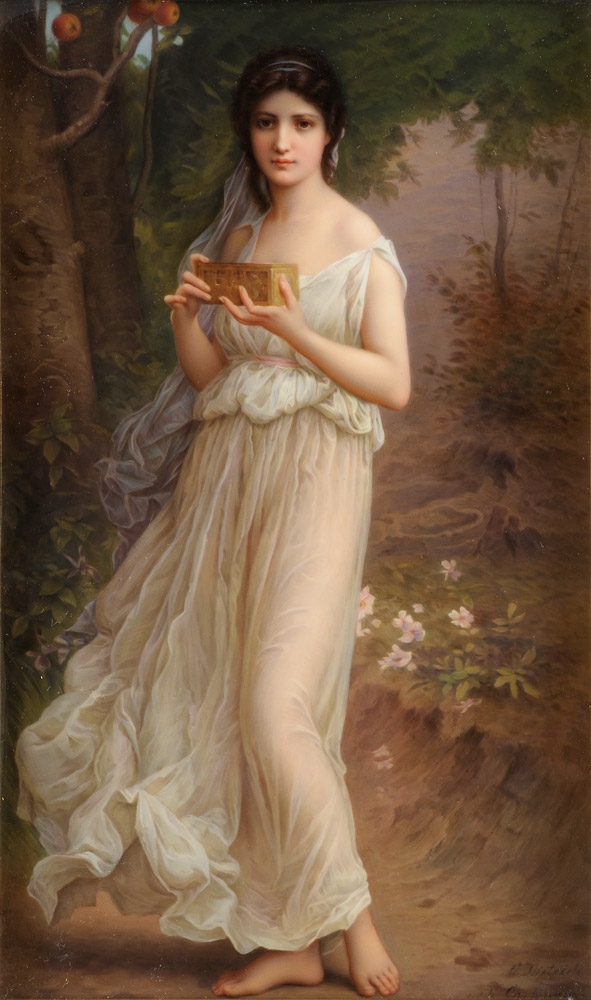
Pandore, Charles Amable Lenoir, 19e siècle.
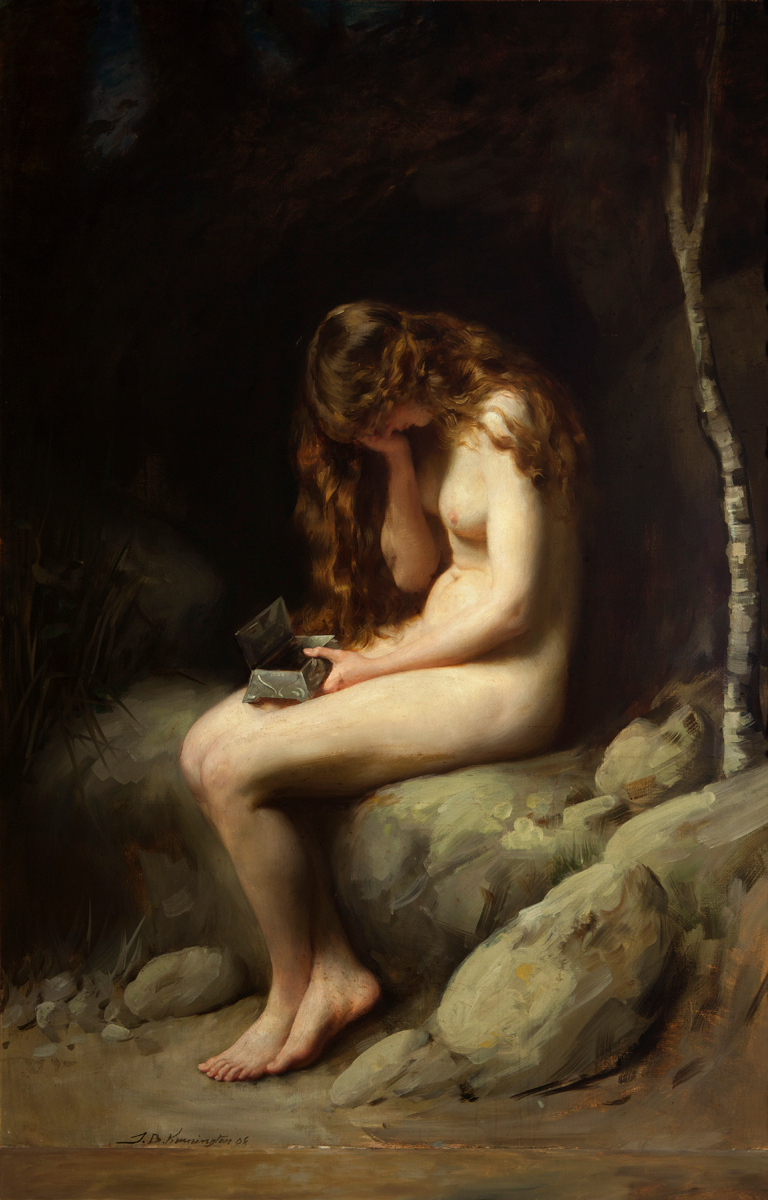
Pandore, Thomas Benjamin Kennington, 1908.
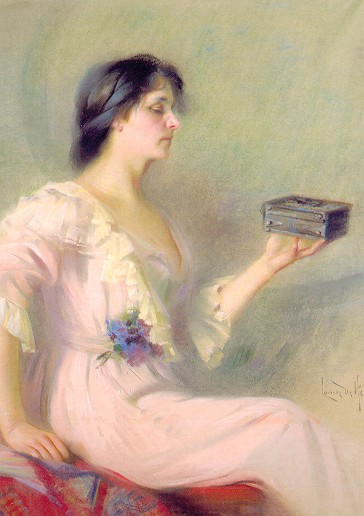
Legendary est un jeu vidéo de tir à la première personne sorti en 2008 ayant comme toile de fond le mythe de Pandore.
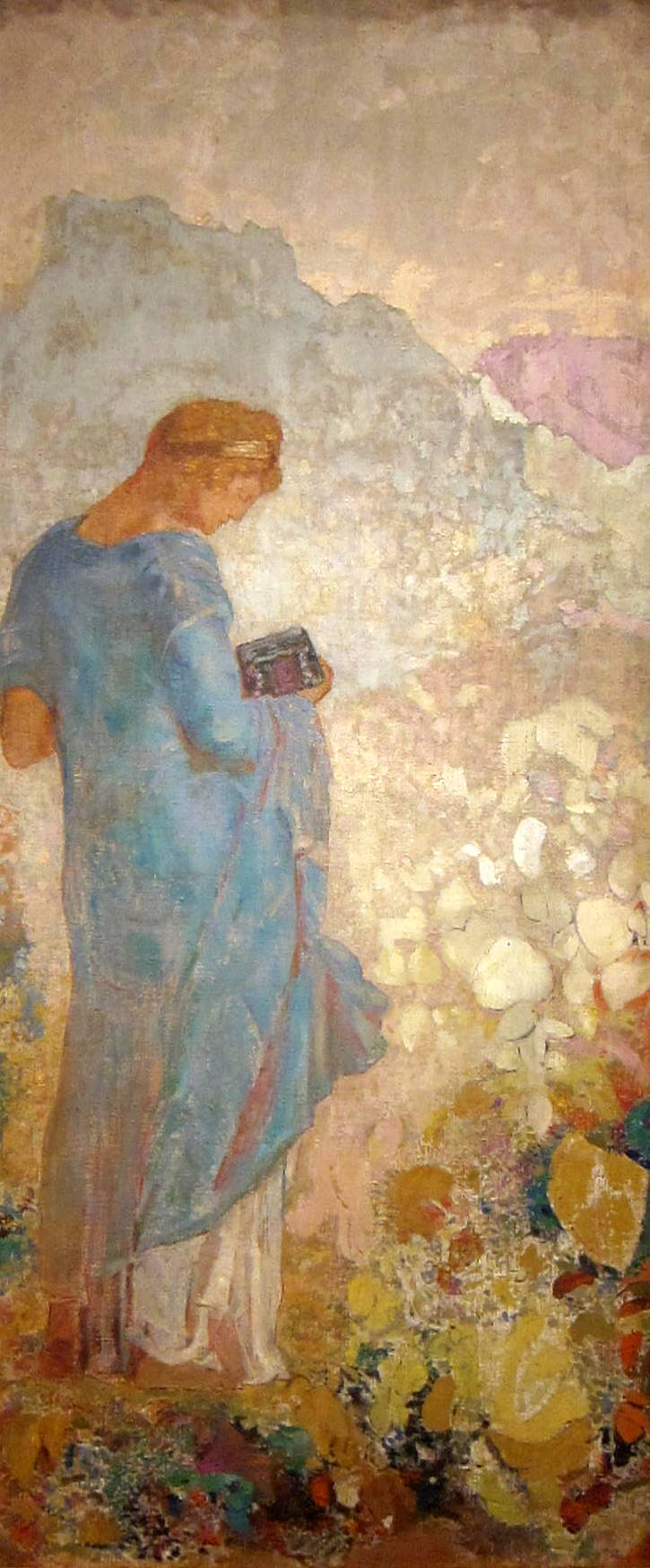
Pandore, Odilon Redon, 1910 à 1912, National Gallery of Art.
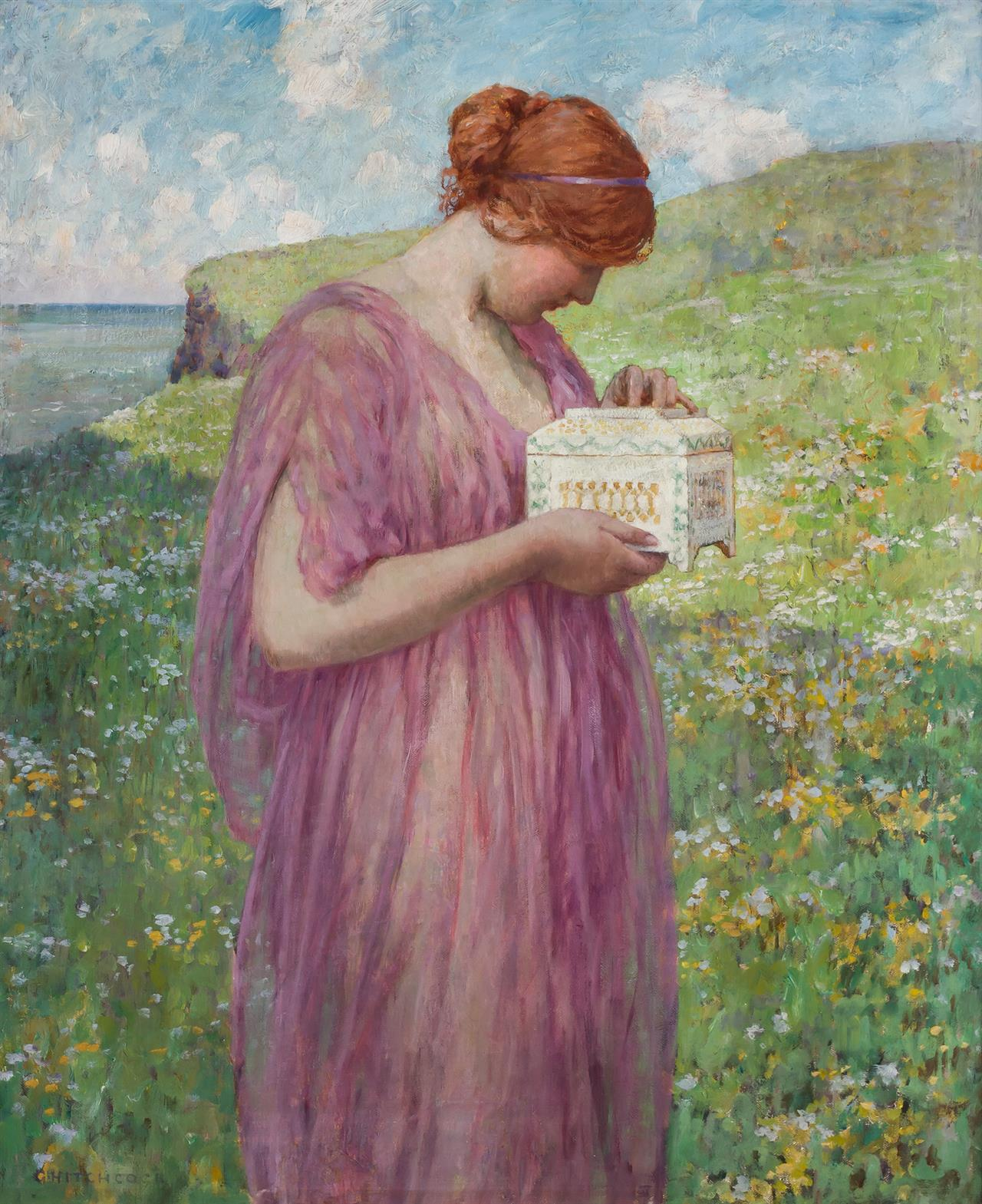
Pandore, George Hitchcock (1850-1913).
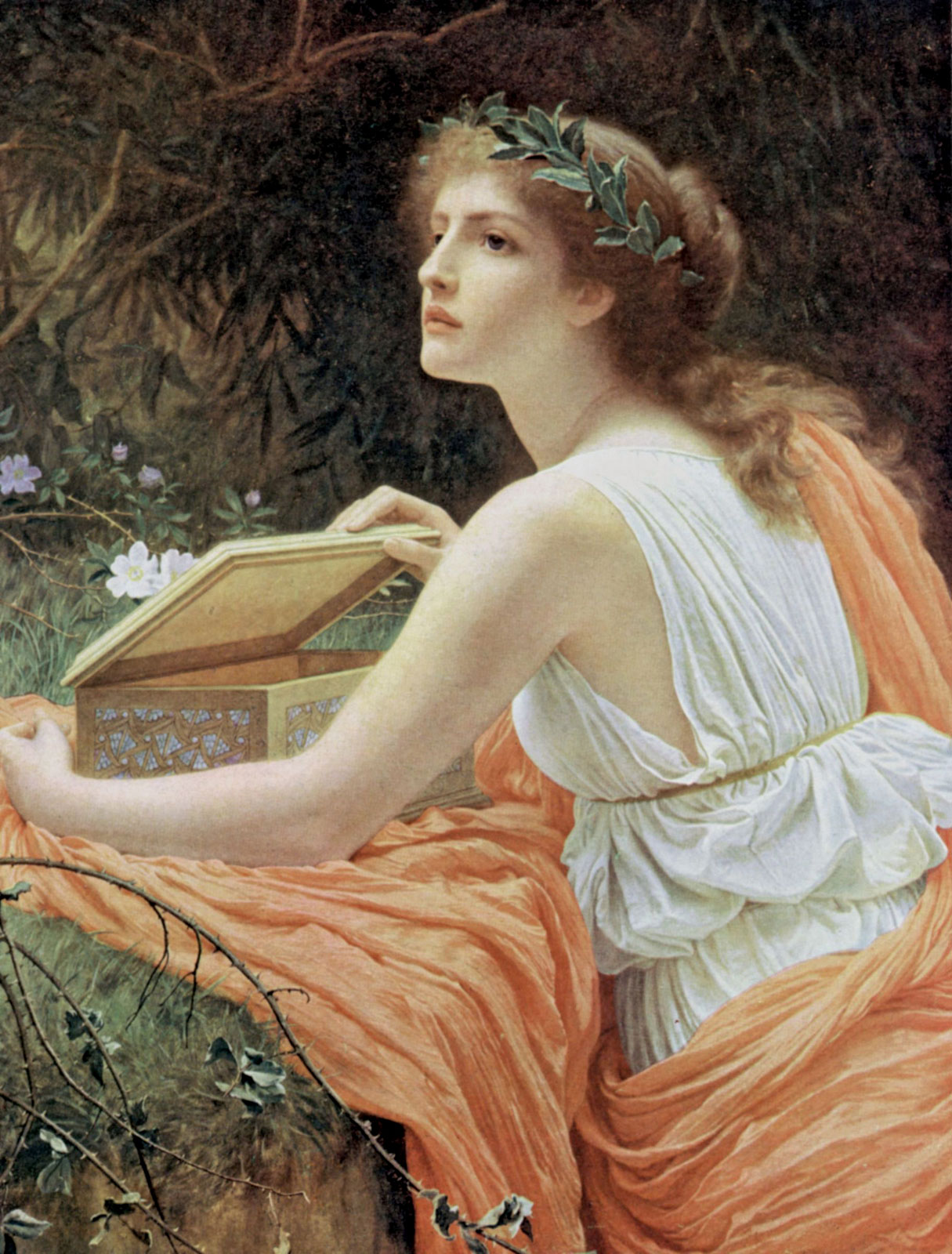
La Boite de Pandore, Charles Edward Perugini (1839-1918).

- Professeur Layton et la Boîte de Pandore (レイトン教授と悪魔の箱, litt. « Professeur Layton et la Boite Maléfique ») sorti en Europe le 25 septembre 2009 en jeu vidéo sur Nintendo DS et développé par le studio japonais Level-5. L'action tourne autour d'un mystérieux coffret situé dans une ville fantôme qui attirerait malheur à quiconque le possèderait et présente des points communs avec la légende. Le titre francophone du jeu en fait d'ailleurs plus explicitement référence.
- Tomb Raider (jeu et film) : elle apparaît sous la forme d'une boîte qui renferme la vie[réf. nécessaire].
- The Council : le joueur trouve une jarre qu'il identifie comme celle de Pandore. Il peut l'ouvrir mais cela n'a aucun effet sur l'histoire[réf. nécessaire].
- God of War III : Pandore est la clé pour accéder à la boîte[pas clair][réf. nécessaire].
- Borderlands est une série de Looter shooter parue en 2009 développée par Gearbox Software et éditée par 2K Games ayant pour principal théâtre des évènements la planète Pandore. L'histoire entourant les Arches créées par la race des Éridiens, prisons extra-terrestres renfermant des créatures terrifiantes et MacGuffin notable de la série, évoquent également le mythe de la boite de Pandore.

### Astronomie
Son nom a été donné à :
- l'un des astéroïdes de la ceinture principale en 1858 : (55) Pandore ;
- l'un des satellites de Saturne : Pandore.

#### Sources anciennes
- Homère (trad. du grec ancien par Robert Flacelière), L’Iliade, Éditions Gallimard, 1993 (1re éd. 1955) (ISBN 2-07-010261-0) .
- Hésiode (trad. Pierre Waltz, préf. Jérôme vérain), Les Travaux et les Jours, Éditions Mille et Une Nuits, coll. « La petite collection » (1re éd. 2006), 65 p. (ISBN 978-2-8420-5406-9) .
- (grc+fr) Hésiode (trad. Steve Girard), Les Œuvres Opportunes (Erga kaì Hêmérai), Québec, Akmè, coll. « Bilingue », 2023, 142 p.
- (grc+fr) Hésiode (traduit et commenté par Aude Priya Wacziarg Engel, avant-propos de Barbara Cassin), Théogonie. Un chant du cosmos, Paris, Fayard, coll. « Ouvertures bilingues », 2014, 316 p. (ISBN 978-2-213-68209-9) .

#### Études
- 1974 : Jean-Pierre Vernant, Le Mythe prométhéen chez Hésiode, dans Mythe et société en Grèce ancienne, Paris, Éditions Maspero, 1974, p. 177-194.
- 1985 : Geneviève Hoffman, Pandora, la jarre et l'espoir, Persée, 1985.
- 1999 : Pierre Grimal, Dictionnaire de la mythologie grecque et romaine, Paris, Presses universitaires de France, coll. « Grands dictionnaires », 1999 (1re éd. 1951) (ISBN 2-13-050359-4)
- 2005 : Jean-Pierre Vernant, Pandora, la première femme, Paris, Éditions Bayard, 2005 (reprise d'une conférence donnée à la Bibliothèque nationale de France le 6 juin 2005).
- 2009 : Pauline Schmitt Pantel, Aithra et Pandora. Femmes, Genre et Cité dans la Grèce Classique, Paris, L’Harmattan, Bibliothèque du féminisme.
- 2011 : Patrick Kaplanian, Mythes grecs d'origine, vol. I : Prométhée et Pandore, éd. L'entreligne, Paris, 2011  (ISBN 978-2-909623-06-1).